# Alfredo González Flores
Alfredo González Flores (Heredia, 15 de junio de 1877 - 28 de diciembre de 1962) fue un abogado y político costarricense, y el 20.°  Presidente de la República de Costa Rica de 1914 a 1917.

## Biografía
Fue abogado y político, Nació  en Heredia, el 15 de junio de 1877, se graduó del Liceo de Costa Rica en 1896 y recibió el título de abogado. Fue hijo de Domingo González Pérez, Segundo Designado a la Presidencia de 1914 a 1917, y Elemberta Flores Zamora. Contrajo nupcias en Heredia el 14 de mayo de 1922 con Delia Morales Gutiérrez, hija de Braulio Morales Cervantes y Esmeralda Gutiérrez. En 1898 efectuó un viaje a la Gran Bretaña, donde se interesó por las ciencias económicas, en las que llegó a ser un verdadero experto. Se graduó de abogado en la Escuela de Derecho y se incorporó al Colegio de Abogados el 1 de septiembre de 1902, con el número 34.
Participó en los movimientos opositores al Presidente don Rafael Yglesias Castro en 1897 y participó en la campaña política de 1905 apoyando la candidatura de don Máximo Fernández Alvarado. De 1910 a 1914 fue diputado del Partido Republicano por la provincia de Heredia. Presentó un proyecto para la creación de un banco hipotecario, que fue aprobado por el Congreso pero vetado por el presidente Ricardo Jiménez Oreamuno.

## Presidencia (1914-1917)

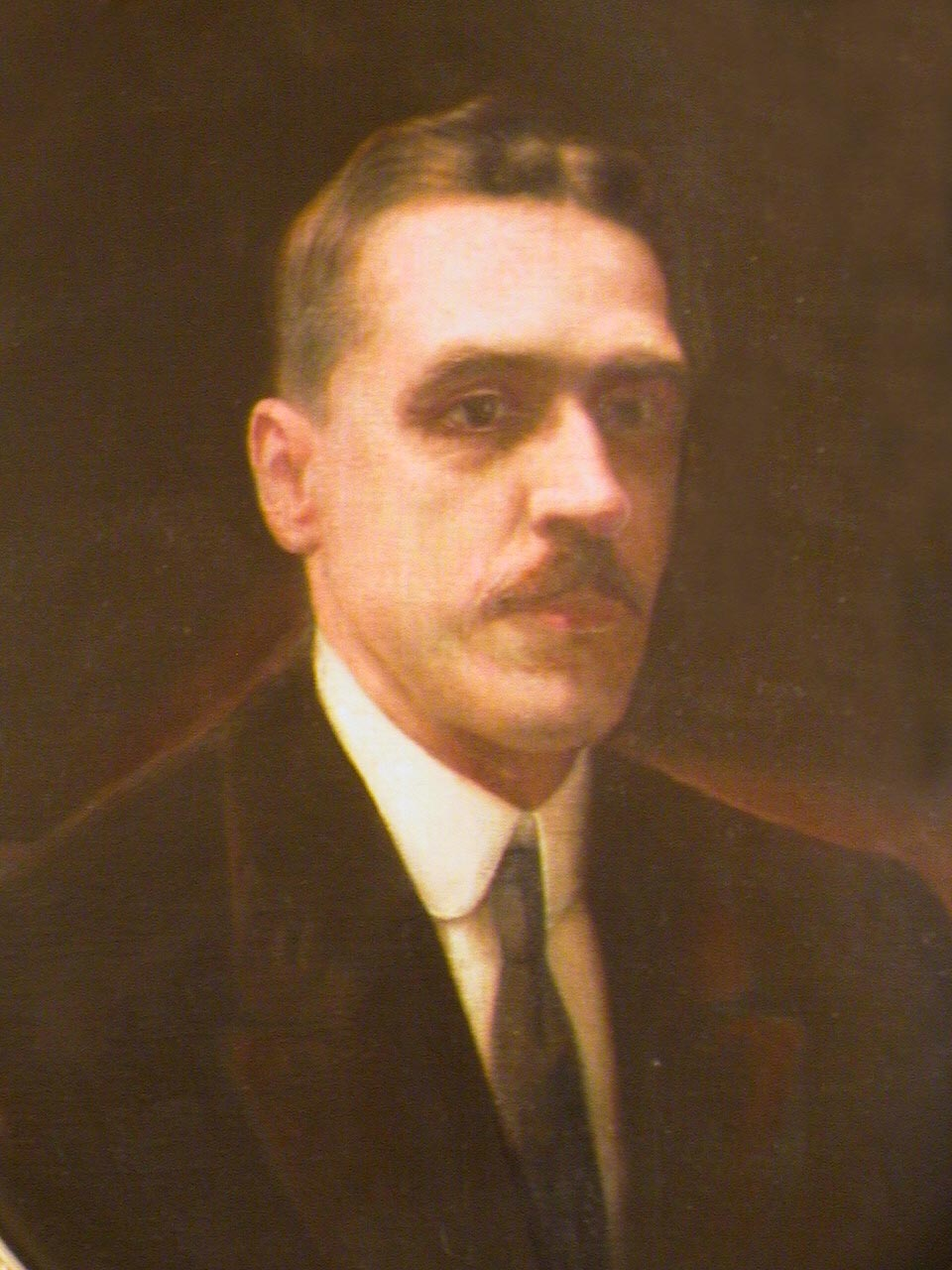
Retrato oficial de Alfredo González Flores.

Elegido por el Congreso como Primer Designado a la Presidencia para el período 1914-1918, fue llamado a ejercer el poder durante todo el período por haber renunciado los dos candidatos que habían obtenido mayor número de votos en las elecciones presidenciales de diciembre de 1913, don Máximo Fernández Alvarado y don Carlos Durán Cartín. Como Segundo y Tercer Designados a la Presidencia fueron elegidos Domingo González Pérez y Francisco Aguilar Barquero.
Durante  administración se creó el Banco Nacional y se dictaron importantes leyes en materia tributaria. Se fundó la Escuela Normal de Heredia para la preparación de maestros. Sin embargo, también se cometieron serios abusos en torno a la pureza electoral, sobre todo con los comicios legislativos de 1915, en los cuales casi todos los diputados elegidos fueron del partido gubernamental.
Alfredo González fue de los pocos mandatarios que utilizó el Castillo Azul como residencia presidencial.
Fue derrocado por su Secretario de Guerra y Marina Federico Tinoco Granados el 27 de enero de 1917.
En 1915, Alfredo González Flores decretó polémicamente en estado emergente la provisión de servicios básicos a la parte sur de la península de Nicoya, adscribiéndose a las regiones de Lepanto, Paquera (actuales distritos de Paquera y Cóbano), y las islas del Golfo de Nicoya de la provincia de Guanacaste  a la capital de la provincia de Puntarenas, esto con el fin de atender a las poblaciones peninsulares mientras se intentaba trazar rutas hasta la ciudad colonial de Nicoya, ya que en esa época la ruta más fácil para acceder a Nicoya era desde el puerto de Puntarenas.

## Actividades posteriores
El Asilo de Ancianos Alfredo y Delia Gonzales Flores ubicado en Heredia, fue construido en una propiedad donada para el mismo fin y lleva su nombre.
Estuvo exiliado en los Estados Unidos de 1917 a 1920. En 1920 publicó la obra El petróleo y la política de Costa Rica. En 1923 fue abogado de Costa Rica en el litigio contra la Gran Bretaña (Caso Tinoco).
Durante la administración de Julio Acosta también fue Segundo Designado a la Presidencia
Fue declarado Benemérito de la Patria el 25 de julio de 1954

## Fallecimiento
Falleció en Heredia, el 28 de diciembre de 1962 a los 85 años de edad.

## Homenajes
A partir del año 2011, Alfredo González Flores aparece retratado en los billetes de ₡5000.